# Pavona minor
Espèce
Pavona minor est une espèce de coraux de la famille des Agariciidae.